# 슬로벤그라데츠

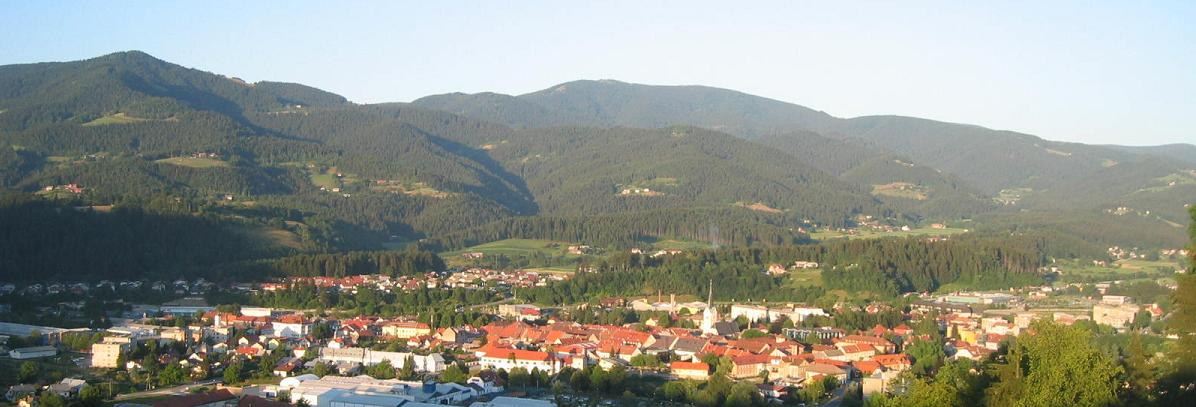
슬로벤그라데츠 시가지

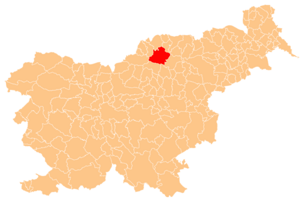
슬로벤그라데츠의 위치

슬로벤그라데츠(슬로베니아어: Slovenj Gradec, 독일어: Windischgrätz 빈디슈그레츠[*])는 슬로베니아 북부에 위치한 도시로, 면적은 173.7km2, 인구는 12,779명(2002년 기준), 인구밀도는 73.6명/km2이다. 마리보르에서 서쪽으로 45km, 류블랴나(슬로베니아의 수도)에서 북동쪽으로 약 65km 정도 떨어진 곳에 위치한다.